# オオハナウド
オオハナウド（大花独活、学名：Heracleum maximum）はセリ科ハナウド属の多年草。別名、ウラゲハナウド。アイヌ語名ピットㇰ（pittok ）

## 特徴
茎の高さは1.5-2m。茎は太く中空で、節に密毛を出し、直立して上部は分枝する。根出葉や茎の下方から出る葉は長い柄をもち、3出葉で5小葉を出し、小葉には鋭い裂片や鋸歯がある。葉はまれに羽状になる。
花期は地域によって開きがあり5-9月。茎頂か、分枝した先端に大型の複散形花序をつける。花は白色の5弁花で、花序の中央部と周辺部の花弁の形は異なり、周辺部の外側の1花弁が大きく、2深裂し、左右相称花となる。果実は倒卵形になり、毛があり、または無い場合がある。

## 分布と生育環境
日本では、北海道、本州近畿地方以北に分布し、高山から山間地の湿った場所に、北海道、青森県では海岸にも生育する。ときに大群落となることがある。

## 利用
若葉や茎が食用となり、天ぷら・きんぴら・佃煮などとして食す。
アイヌ文化においては、食用・薬用としたほか、ヒメザゼンソウ（Symplocarpus nipponicus Makino）と並び「神の野草」として重要視され、儀式の際の供物とする地域もある。
カムチャッカ地方では茎の皮を剥いで乾かし、乾燥して甘味を採る材料にしており、ロシア人は草の汁を酒を造る材料とする。春に搾り取った草の汁は頭のシラミを駆除する効能があるという。探検家のゲオルク・シュテラーはアラスカのカイアック島でもこの「甘い草」は利用されていた、と記録している（1741年）。

## シノニム
- Heracleum dulce Fisch.
- Heracleum sphondylium L. subsp. montanum (Schleich. ex Gaudin) Briq.
- Heracleum lanatum Michx.

## 下位分類
- キレハオオハナウド Heracleum lanatum Michx. var. lanatum f. dissectum (H.Ohba) T.Yamaz.
- ベニバナオオハナウド Heracleum lanatum Michx. var. lanatum f. rubriflorum (H.Ohba) T.Yamaz.
- ホソバハナウド Heracleum lanatum Michx. subsp. akasimontanum (Koidz.) Kitam. -南アルプスに特産。絶滅危惧IB類(EN)。

## ギャラリー
- 外側の花弁が大きい。
- 3出葉5小葉で縁に鋸歯がある。
- 花序
- 群生するオオハナウド。野幌森林公園。